# Sibel Özkan
Sibel Özkan Konak (3 de março de 1988, em Afioncaraquissar) é uma halterofilista turca que ganhou a medalha de prata na categoria até 48 kg feminino do halterofilismo nos Jogos Olímpicos de Verão de 2008 em Pequim, mas em 2016 o seu resultado foi anulado devido ao doping.